# 聖克里斯托瓦爾 (巴拉圭)
聖克里斯托瓦爾（西班牙語：San Cristóbal），是巴拉圭的城鎮，位於該國東部，由上巴拉那省負責管轄，距離東方市117公里，始建於1984年12月7日，海拔高度270米，2002年人口7,670。